# Aradul Nou

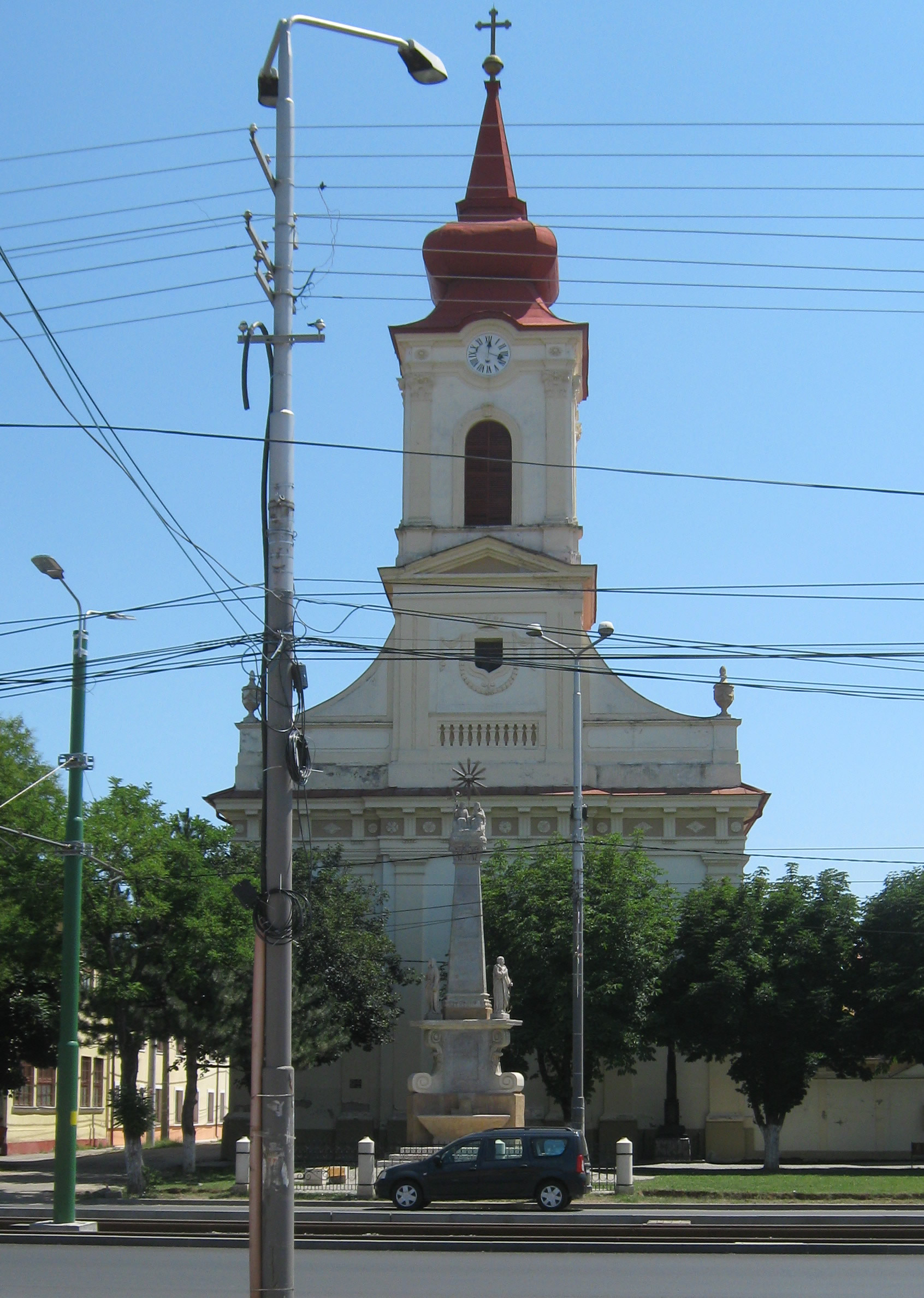
Römisch-katholische Kirche von Neu-Arad im Juni 2012

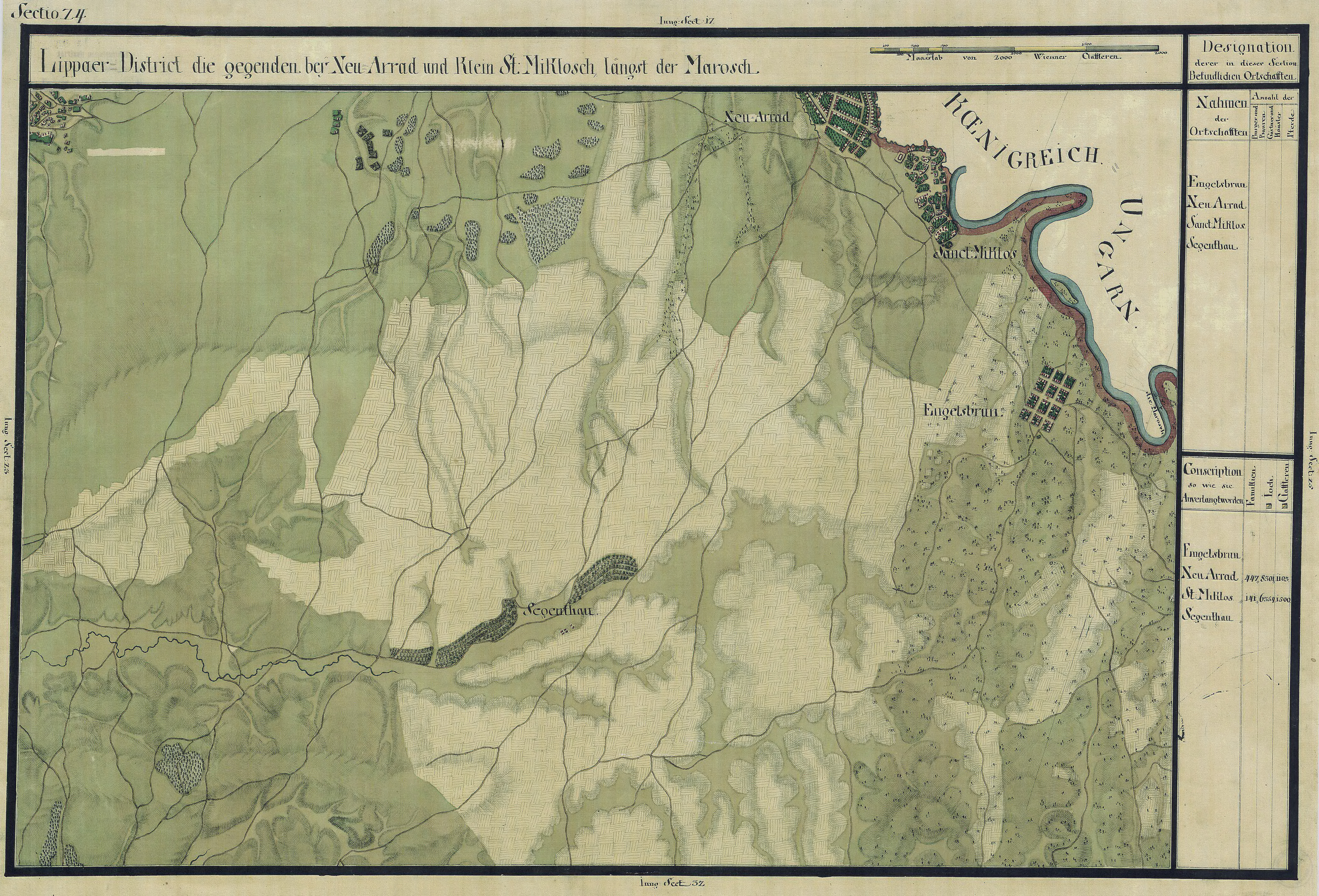
Josephinische Landaufnahme, 1769–72

Aradul Nou (deutsch Neu-Arad, ungarisch Újarad) ist der IV. Bezirk des Munizipiums Arad und gehört durch seine Lage am linken Maroschufer zur historischen Region Banat. Der Stadtbezirk war ursprünglich ein selbständiges und mehrheitlich von Deutschen bewohntes Dorf und wurde 1948 an Arad angegliedert.

## Lage
Aradul Nou liegt am linken Maroschufer und ist mit Arad durch zwei Brücken verbunden. Die eine Brücke befindet sich auf dem Drum național 69 bzw. Europastraße 671 Timișoara–Arad und verbindet das Banat mit dem Kreischgebiet. Die zweite ist eine Eisenbahnbrücke. Neu-Arad grenzt an die Dörfer Kleinsanktnikolaus, Segenthau, Saderlach und an die Marosch.

## Etymologie
Schon 1332 war in den päpstlichen Zehentlisten auf dem Gebiet des heutigen Aradul Nou ein Ort namens Apachya vermerkt. In den Jahren 1483–1485 wurde der Ort als Praedium Apacya geführt. Am selben Ort entstand, die im Jahre 1661 erwähnte Siedlung Yeni-Varat (Neu-Arad), eine türkische Bezeichnung in Anlehnung an die benachbarte Stadt Arad. 1717 war der Ort unter der Bezeichnung Schela bzw. Skela eingetragen. Bei den Einwohnern setzte sich jedoch die schon von den Türken geprägte Bezeichnung Neu–Arad (Neo Aradiensis, Újarad, Aradul Nou, Novi Arad) durch.

## Geschichte
Im 17. Jahrhundert hatte sich die Siedlung auf dem Gebiet des heutigen Neu-Arad durch Entvölkerung aufgelöst.
1720–1722 begann die Ansiedlung des Ortes mit Deutschen aus Franken und Elsass-Lothringen. 1762–1742 kamen weitere Kolonisten aus Elsass–Lothringen, aus Württemberg und aus der Pfalz. Die dritte Ansiedlung fand 1764 statt, als Deutsche aus dem Schwarzwald, aus dem Großherzogtum Hessen und aus Württemberg kamen.
1918 brach der Vielvölkerstaat Österreich-Ungarn auseinander. Der Friedensvertrag von Trianon vom 4. Juni 1920 teilte die historische Region Banat zwischen Rumänien, Serbien und Ungarn auf.
Neu-Arad wurde Rumänien zugesprochen und war bis 1948 eine selbständige Gemeinde, der die Dörfer Kleinsanktnikolaus, Segenthau, Saderlach und Siegmundhausen angehörten. 1948 wurde Aradul Nou der Kreishauptstadt Arad eingemeindet und bildet deren IV. Bezirk.

## Wirtschaft
Um 1900 waren in der Land- und Gartenwirtschaft 2.680 Personen beschäftigt, 43,6 Prozent der Gesamtbevölkerung. Die Gewerbetreibenden waren mit 21,5 Prozent und die Handwerker mit 27,7 Prozent vertreten.

### Landwirtschaft
Der wichtigste Wirtschaftszweig in Neu–Arad war die Landwirtschaft insbesondere der Ackerbau, der Gemüsebau, der Obstbau und der Weinbau. An zweiter Stelle kam die Viehzucht, allen voran die Pferdezucht, die Zucht von Hornvieh, die Schweinezucht, die Geflügelzucht sowie die Imkerei. Als beliebteste Pferderasse waren in Neu–Arad die Rassen Nonius, Gidran sowie die Rassen Oldenburger und Trakehner vertreten. Unter dem Hornvieh herrschte bis 1890 das langhornige ungarische Steppenrind vor. Ab 1900 kam das Simmentaler Fleckvieh aus der Schweiz und aus Deutschland hinzu. Die Schweinezucht war zwischen 1920 und 1940 der einträglichste landwirtschaftliche Erwerbszweig. 1833 kam aus Serbien das Mangalica-Schwein, nach 1920 wurden vorwiegend die Berkshire- und die Yorkshirerasse gezüchtet. Nebenbei wurde in Neu-Arad auch die Imkerei betrieben; 1944 zählte man 263 Bienenvölker und 10 Imker, mit einem durchschnittlichen Jahresertrag von 20–25 kg Honig je Volk. 1772 musste jeder Ansiedler zwölf Maulbeerbäume pflanzen, so dass 1895 in Neu–Arad bereits 886 Maulbeerbäume waren, die auf eine Seidenraupenzucht deuten lassen.

### Gewerbe
Das Gewerbe in Neu–Arad war gleich nach der Ansiedlung stark vertreten, es waren die für die Bauern notwendigen Handwerker: Schmiede, Wagner, Schuster, Schneider, Weber. Im 19. Jahrhundert war die Wanderschaft bei den Neu–Arader Gesellen beliebt. Es wurden Gesellenbriefe und Leumundszeugnisse ausgestellt. Beliebte Wanderschaftsstationen waren Lippa, Temeswar, Hatzfeld, Werschetz, Grosswardein, Szegedin, Pest und Wien. Die Handwerker waren in Zünften organisiert. Das handwerkliche Können wurde durch das Meisterstück bestätigt. 1819 entstand in Neu–Arad eine gemischte Innung. Bereits 1850 gab es einen Gewerbeverein.
Ab 1868 wurde die erste Dampfmühle und 1936 eine moderne Walzmühle in Betrieb gesetzt.

### Handel
Die Anwesenheit von Kaufleuten und Händlern ist erst ab 1829 belegt. Zum Teil spezialisierten sich diese auf den Handel mit Eisenwaren, Holz, Mehl und Salz.
Ab 1812 gab es jährlich drei große Märkte in Neu–Arad, am 1. März am 16. Juni und am 18. Oktober. Der Wochenmarkt fand dienstags statt.

### Geldinstitute
Das rege wirtschaftliche Leben brachte in Neu–Arad, zwischen 1869 und 1944, einige Geldinstitute hervor, die Neu–Arader Sparkasse A.G., eine Filiale der Schwäbischen Handels und Gewerbebank A.G., eine Filiale der Ersten Temeschburger Sparkassa A.G. die Hansabank und die Volksbank Aktiengesellschaft für Neu–Arad und Umgebung.

## Kulturelle Einrichtungen

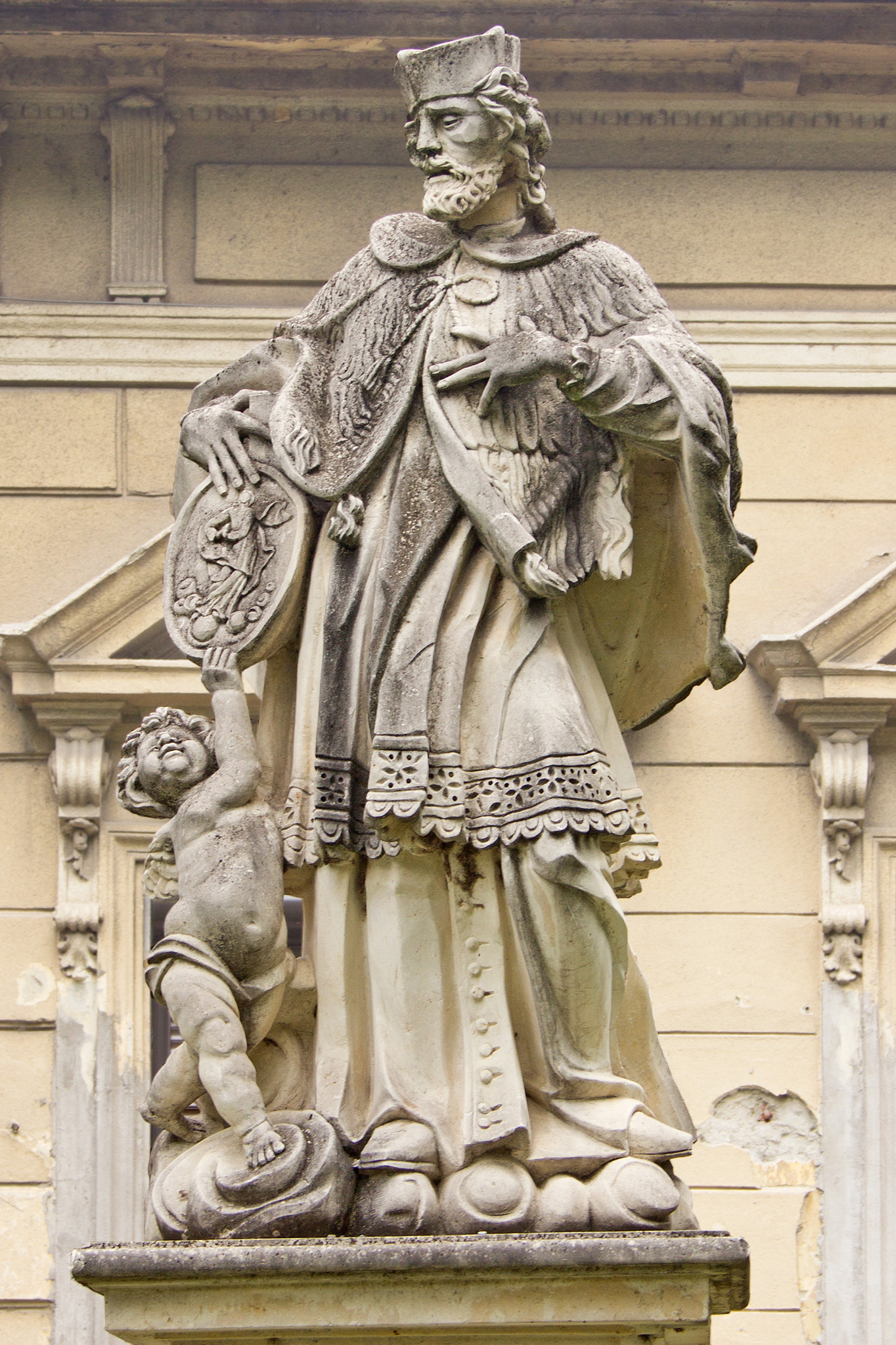
Statue des Heiligen Nepomuk, 2011

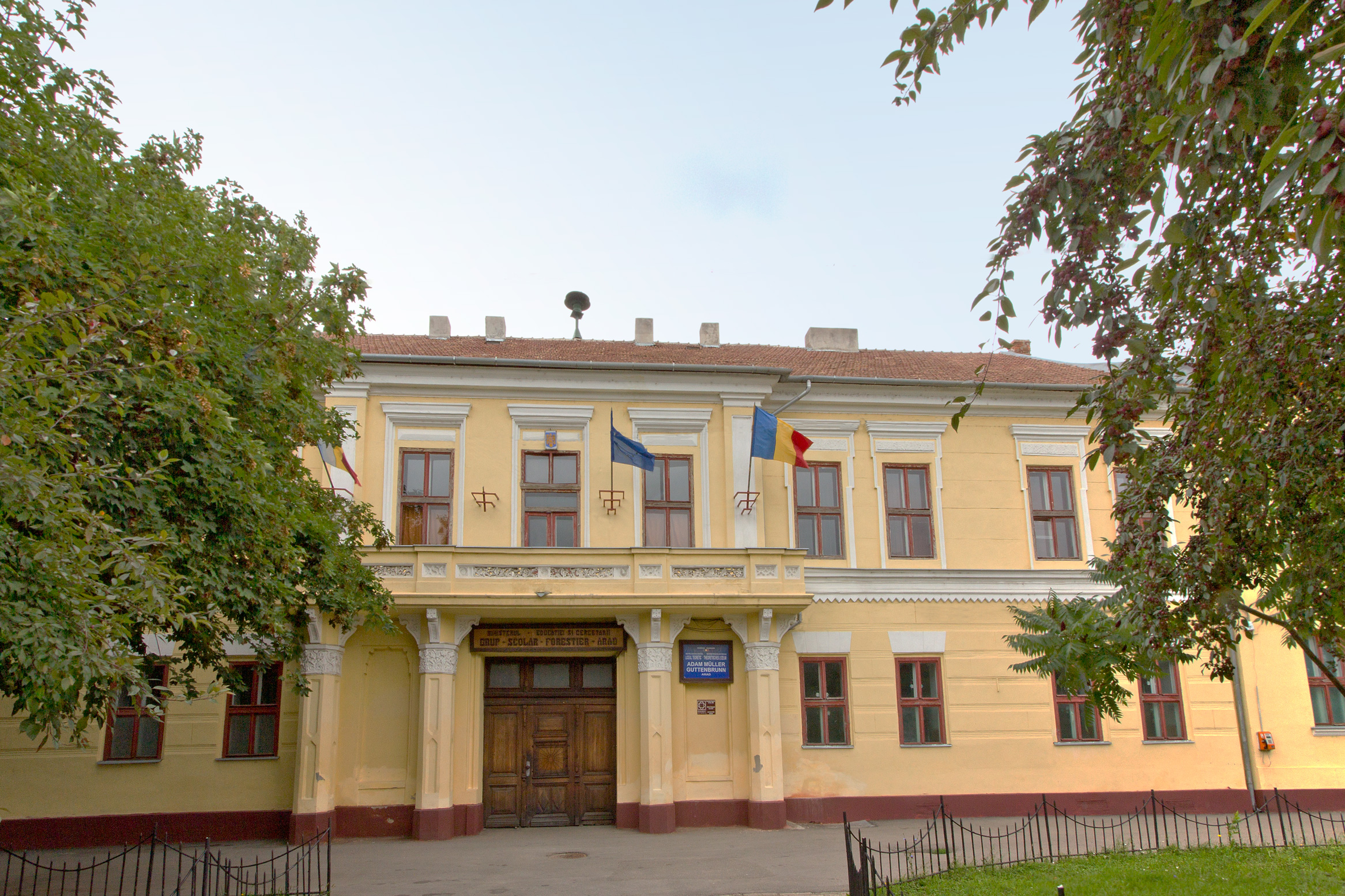
Adam-Müller-Guttenbrunn-Lyzeum, 2011

### Kirchenleben
Am 23. September 1723 wurde der Grundstein der katholischen Kirche gelegt. Neu–Arad war von Anfang an eine selbstständige Pfarrei und wurde zwischen 1724 und 1739 von 14 Minoriten–Patern aus dem Arader Kloster betreut. Ab 1739 waren es weltliche Priester, die die Gemeinde betreuten. Am 14. September 1756 wurde die Kirche vom Generalvikar Clemente Rossi des Csanáder Bistums feierlich geweiht. Im Jahr 1812 musste die alte Kirche infolge eines Brandes abgerissen werden; erst elf Jahre später, am 12. Januar 1823, wurde die heutige Kirche geweiht. Im Jahre 1871 baute Anton Dangl die Orgel; diese wurde 1912 von der Firma Wegenstein umgebaut.

### Schuleinrichtungen
Seit 1725 gab es in Neu–Arad einen Lehrer. 1823 wurde das erste Schulgebäude aus Stein gebaut. 1838 kam eine konfessionelle Volksschule hinzu. 1853 wurde die Knabenschule eingerichtet und 1884 kam eine Mädchenschule und ein Kindergarten hinzu, in denen die Armen Schulschwestern des Notre–Dame–Ordens unterrichteten. Es waren bis zu 12 Schulschwestern tätig, die bis zu 480 Schülerinnen unterrichteten; im Kindergarten waren bis zu 300 Kinder.
1940 wurde das gesamte deutsche Schulwesen Rumäniens der deutschen Volksgruppe untergeordnet. Das Neu–Arader deutsche Gymnasium wurde nach Arad verlegt, wo das Adam–Müller–Guttenbrunn–Gymnasium gegründet und bereits 1944 wieder geschlossen wurde.
Nach der Machtübernahme der Kommunisten wurden alle deutschen Schulen geschlossen. Erst durch das Schulgesetz vom 3. August 1948 wurden die Voraussetzungen für den muttersprachlichen Unterricht der nationalen Minderheiten geschaffen. Durch den akuten Lehrermangel bedingt, wurde 1951 neben Temeswar und Hermannstadt auch in Aradul–Nou eine Pädagogische Lehranstalt gegründet; diese wurde jedoch nach einigen Jahren in ein Lyzeum umgewandelt, in dem es eine deutsche und eine rumänische Abteilung gab. 1989 wurde das Theoretische Lyzeum Adam Müller-Guttenbrunn in Neu–Arad wieder eröffnet.

### Vereinsleben
Der Neu–Arader Landwirtschaftsverein wurde 1893, als Ortsgruppe des Südungarischen Landwirtschaftlichen Bauernvereins gegründet. Der Verein verbreitete landwirtschaftliches Wissen im Bauernstand, errichtete Winterschulen, vermittelte Landmaschinen und Bedarfsartikel für das In- und Ausland, organisierte kulturelle Veranstaltungen, veröffentlichte Tages-, Wochen- und Fachzeitungen für seine Mitglieder: Banater Landwirt (1923), Südostdeutsche Landpost (1941). Zudem gab es in Neu–Arad noch weitere Vereine, wie die Neu–Arader Filiale der Allgemeinen Kranken- und Invaliden-Kassa (1875), die Freiwillige Feuerwehr Neu–Arad (1877), der Neu–Arader Kulturverein (1920), die Philharmonie (1920), der Neu–Arader-Rotkreuzverein (1900), der Katholische Volksverein (1909), der Neu–Arader Schützenverein (1791), der Neu–Arader Sportverein (1919), der Fußballklub Titanus (1930) usw.

## Wichtige Gebäude

### Kirche
Das wichtigste Bauwerk des Ortes ist die Kirche. Sie wurde zwischen 1814 und 1823 gebaut. Im Turm sind fünf Glocken, die 1923 feierlich geweiht wurden. Die alten Glocken wurden im Oktober 1917 von der k. u. k. Monarchie für Kriegszwecke requiriert. Im Kircheninneren sind drei Altäre, der Hauptaltar, der Heiligen Jungfrau Maria geweiht, und zwei Nebenaltäre, der eine dem gekreuzigten Heiland, der andere der Heiligen Dreifaltigkeit geweiht. Rechts vom Hauptaltar ist die Sakristei. In der Kirche sind 32 große und 4 kleine Bänke aufgestellt. Der gemauerte Chor wird durch zwei feste Säulen getragen. 1902 wurde die alte Orgel aus dem Jahr 1838 durch eine neue ersetzt. Das Gotteshaus besitzt ein Knochenpartikel des Hl. Franz Xaver. Die Reliquie wurde am 7. Januar 1772 zur Verehrung freigegeben. Das Pfarrhaus wurde bereits 1759 auf Erlass der Kaiserin Maria Theresia erbaut.

### Klosterschule
Die Klosterschule ist das imposanteste Schulgebäude in Neu-Arad. Das einstöckige Gebäude nimmt die ganze Straßenfront ein. In der Mitte ist die Einfahrt, rechts und links davon sind im Erdgeschoss und im Obergeschoss je drei hohe Fenster. Über dem Einfahrtstor ist ebenfalls ein Fenster, über dem ein Kreuz angebracht ist, welches während des kommunistischen Regimes hinter einer Verschalung verborgen war. Im Eingang liegt linker Hand das Treppenhaus zum Stockwerk. Fast am Ende des Grundstückes liegt ein breites Gebäude, in dem früher der Kindergarten untergebracht war.

### Gemeindehaus
Das erste Gemeindehaus wurde 1870 erbaut und enthielt die Dienstwohnung des Notars. 1909 bekam Neu-Arad ein stattliches Gemeindehaus, nach den Plänen des Arader Architekten Ludwig Szantay. Im Hinterhof war der am 26. Juni 1925 eingeweihte Steigerturm der Feuerwehr. Das Gebäude dient als drittes Haus des Adam-Müller-Guttenbrunn-Lyzeums.

### Denkmäler und Statuen
Das Kriegerdenkmal vor der Kirche wurde am 14. Juni 1925 feierlich eingeweiht. Es ist ein 7,30 Meter hoher Obelisk der im oberen Abschlussteil ein Kreuz in Relief trägt. Im unteren Teil sind die 158 Namen der Gefallenen aus dem Ersten Weltkrieg auf allen vier Seiten auf schwarzen Marmortafeln mit Goldbuchstaben eingraviert. Das Denkmal ist von einem gusseisernen Gitter umgeben. Desgleichen befinden sich in Neu–Arad die Statue des Johannes Nepomuk (1754), die Florianstatue, der Schutzpatron der Feuerwehr (1869), der Kalvarienberg, die Friedhofskapelle (1884).

## Persönlichkeiten
- Georg Bauer (* 23. März 1843 in Neu-Arad; † 6. November 1925 in Timișoara), Domherr der Cenader Diözese
- Franz Anton Bellinger, Vorsitzender der Heimatortsgemeinschaft Neu–Arad
- Alois Bohn (* 16. November 1879 in Neu-Arad; † 7. Januar 1937 in Baden bei Wien), Architekt
- Anton Dangl (* 1810 in Neu–Arad; † 1892 in Arad), Orgelbauer[3]
- Alois Ohrenberger (* 16. Mai 1920 in Neu-Arad; † 23. Januar 1994 in Eisenstadt), österreichischer Archäologe
- Karl Robert Perko (*  25. Juni 1944 in Neu-Arad; † 29, Februar 2025 in Kaiserslautern) Kunstmaler und Grafiker
- Róbert Zselénszky (1850–1939), Politiker und Großgrundbesitzer